# Козлов, Михаил Алексеевич
Михаи́л Алексе́евич Козло́в (12 апреля 1936, дер. Асаново, Чувашская АССР — 11 сентября 2006, Санкт-Петербург) —  профессор (1991), доктор биологических наук (1984), ведущий научный сотрудник Зоологического института РАН (Санкт-Петербург, 1986), Заслуженный деятель науки Чувашии.

## Биография
Обучался на биолого-химическом факультете Чувашского государственного педагогического института (1959), окончил биолого-почвенный факультет Ленинградского государственного университета (1961). 

С 1961 работал в Зоологическом институте РАН (Санкт-Петербург) в должности лаборанта, младшего научного сотрудника, старшего научного сотрудника, ведущего научного сотрудника. 
Ученик И. М. Олигера.
М. А. Козлов был крупнейшим в мире специалистом по проктотрупоидным наездникам (группа паразитических перепончатокрылых насекомых), является одним из авторов нескольких школьных учебников «Зоология», многих энциклопедических изданий.
Известный популяризатор биологических знаний и автор книг «Соты жизни» (1976), «Кольцо жизни» (1980), «Не просто букашки» (1991).
С 1977 по 1989 годы был учёным секретарём Русского энтомологического общества.

## Награды
- Бронзовые медали ВДНХ СССР в 1973, 1982 и 1987 гг.
- Премия имени Д. К. Заболотного в области биологии за цикл работ по паразитическим перепончатокрылым (энтомофагам) в 1987 г.
- Академик Национальной академии наук и искусств Чувашской Республики (НАНИ ЧР) — 1997 г.

## Труды

### Основные научные публикации (всего более 300)
- Теленомины Кавказа — яйцееды вредной черепашки и других хлебных клопов// Труды ВЭО. — 1968. — Т. 52;
- Надродовые группировки проктотрупоидных наездников// Энтомол. обозрение. — 1970. — Т. 49. — Вып. 1;
- Проктотрупоидные наездники фауны СССР// Труды ВЭО. — 1971. — Т. 54;
- Совместные советско-монгольские исследования энтомофауны Монгольской народной республики в 1968—1971 гг. (в соавт.)// Энтомол. обозрение. — 1973. — Т. 52. — Вып. 4;
- Полеарктические виды яйцеедов рода Aporophlebus Kozlov (в соавт.)// Насекомые Монголии. — 1976. — Вып. 4;
- Сем. Diapriids — Диаприиды// Определитель насекомых европейской части СССР. Перепончатокрылые. — 1978. — Т. 3. — Ч.2;
- Новые виды наездников из рода Scelio (Hymenoptera, Scelionidae) фауны Вьетнама (в соавт.)// Фауна и экология насекомых Вьетнама. — 1988;
- Отряд Чешуекрылые, или бабочки — Lepidoptera// Редкие животные нашей страны. — 1989.

### Книги
- Козлов М. А., Нинбург Е. А. Ваша коллекция. Сбор и изготовление зоологических коллекций. — М.: Просвещение, 1971. — 160 с.
- Козлов М. А. Живые организмы — спутники человека. — М.: Просвещение, 1976. — 192 с.
- Козлов М. А., Нинбург Е. А. Юным зоологам. Наземные и пресноводные беспозвоночные. — М.: Просвещение, 1981. — 180 с.
- Козлов М. А., Кононова С. В. Теленомины фауны СССР. — Л.: Наука, 1983. — 336 с.
- Козлов М. А., Кононова С. В. Сцелионины фауны СССР. — Л.: Наука, 1990. — 334 с.
- Козлов М. А., Олигер И. М. Школьный атлас-определитель беспозвоночных. — М.: Просвещение, 1991. — 207 стр.: цв. ил. ISBN 5-09-001435-3. Тираж: 200 000 экз.
- Козлов М. А., Дольник В. Р. Зоология. Атлас. Насекомые. — СПб.: ЧеРо-на-Неве, М.: Изд-во МГУ, издания 1999, 2000. — 32 с.
- Козлов М. А. Живой мир. — СПб.: Золотой век, Диамант, 2000. — 624 с.
- Козлов М. А., Дольник В. Р. Ракообразные и паукообразные. — СПб.: ЧеРо-на-Неве, М.: Изд-во МГУ, 2000. — 32 с.
- Козлов М. А., Дольник В. Р. Рыбы. — СПб.: ЧеРо-на-Неве, М.: Изд-во МГУ, 2000. — 32 с.
- Козлов М. А., Дольник В. Р. Млекопитающие. — СПб.: ЧеРо-на-Неве, М.: Изд-во МГУ, 2000. — 32 с.
- Кононова С. В., Козлов М. А. Сцелиониды Палеарктики. Подсемейства Teleasinae, Baeinae. — Киев: Академпериодика, 2001. — 438 с.
- Кононова С. В., Козлов М. А. Сцелиониды Палеарктики. Подсемейство Scelioninae. — СПб.-М.: КМК, 2008. — 489 с.